# Se stavo bene con te
Se stavo bene con te è un singolo del cantautore italiano Holden, pubblicato l'11 marzo 2019 come secondo estratto dal primo EP Il giovane Holden.

## Descrizione
Il brano è scritto, composto e prodotto dallo stesso cantautore.

## Video musicale
Il video musicale è stato pubblicato l'8 aprile 2020 attraverso il canale YouTube del cantautore.

## Tracce
Testi e musiche di Joseph Carta.
1. Se stavo bene con te – 2:31